# 雙姝怨
《双姝怨》（英語：The Children's Hour）是1961年威廉·惠勒执导的一部美国电影。由John Michael Hayes根据1934年麗蓮·海爾曼创作的同名剧本改编而来。影片主演为莎莉·麥克琳，奥黛丽·赫本和詹姆斯·加纳。
影片在英国发行时的名字是，翻拍自威廉·惠勒1936年导演的电影These Three。

## 剧情

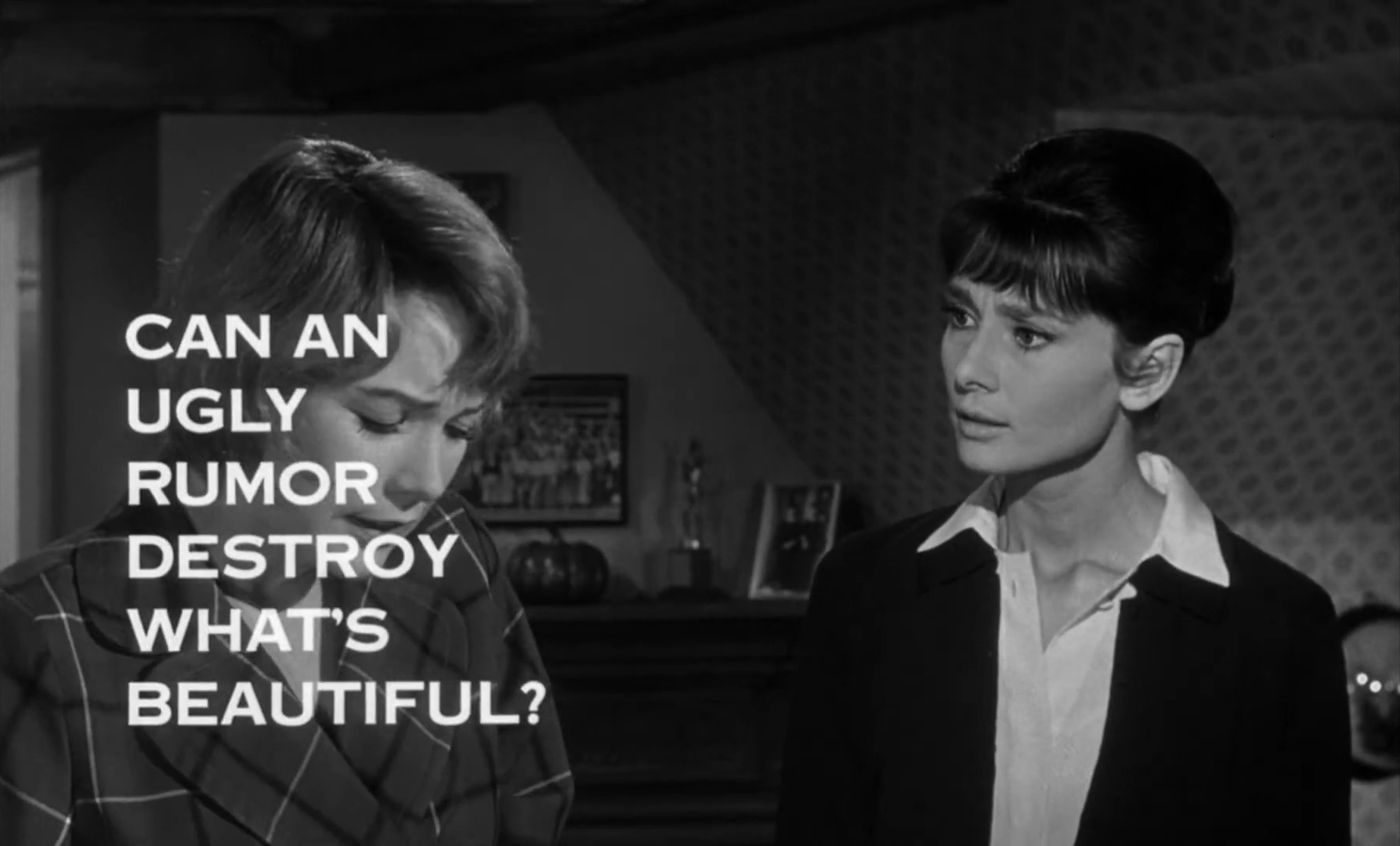
莎莉·麥克琳和奥黛丽·赫本在电影中

大学同学玛莎·多比（莎莉·麥克琳 饰）和凯伦·怀特（奥黛丽·赫本 饰）在新英格蘭地区开了一所私立女子学校。玛莎的姨妈莉莉（Miriam Hopkins 饰）是一位老演员，与她们住在一起并教孩子们演说术。经过两年多的接触，凯伦终于同意了与医生乔·卡丹（詹姆斯·加纳 饰）的婚事。乔有一个亲戚是富孀阿米莉亚·蒂尔福德（Fay Bainter 饰），她的孙女玛丽（Karen Balkin 饰）正是凯伦学校的学生。玛丽是个被宠坏的孩子，经常欺负她的同学，特别是罗莎莉·韦尔斯（Veronica Cartwright 饰），当她发现罗莎莉偷了别人的手链时，她开始敲诈罗莎莉。
当玛丽的谎言被拆穿时，凯伦为了惩罚她而不让她参加周末的划船比赛。愤怒的年轻女孩为了报复，在室友不小心偷听到的争吵片段的基础上编了一个故事，谎称玛莎和凯伦有女同性恋关系。她告诉她的奶奶蒂尔福德太太，她看到两个女人互相亲吻，蒂尔福德太太立即通知了学校的其他家长，家长们迅速把他们的女儿从学校接回家。孩子们的离开令玛莎和凯伦十分困惑。当伯顿先生解释了事情发生的原因后，凯伦和玛莎去找蒂尔福德太太，并愤怒地质问她。玛丽重复了她的故事，并在幾乎被拆穿時胁迫罗莎莉证实她的谎言。两个女人要起诉蒂尔福德太太诽谤和制造谣言，但因最有力的證人莉莉姨媽逃避作證而输了官司。
当事件被当地媒体报道並傳遍全國后，两位老师的声誉被破坏，小鎮居民人人側目，被迫坐困愁城。玛莎更是無法諒解自己姨媽，憤怒到要斷絕關係。只有乔一直在与她们接触，希望带她们离开并开始新的生活。然而，他也無法對传言聽而不聞。在随后的争吵中，由於明白這樣的猜疑會毒化夫妻情誼，凯伦结束了他们的关系。当玛莎了解到凯伦和乔分手后，她承认了她一直认为自己对凯伦的感情不只是友谊，所以過去一直對凯伦即將結婚不悅，才會發生那場被玛丽偷聽到的爭吵。当听到玛丽的诬告，她终于确认自己对凯伦有着連自己也無以名之的强烈戀慕之情，雖然凯伦並不瞭解這種感情。她懷疑是自己一直壓抑的感情被小孩子察覺，而謊言只是點破了事實，因而更加自责毁了凯伦的生活，無法面對自己一生的好友。
罗莎莉的母亲（Sally Brophy 饰）发现了被偷的手链，罗莎莉承认了自己被玛丽威胁并帮助她捏造事实。蒂尔福德太太获悉真相后来到两位老师家，为她的行为道歉，并表示已連絡法官举行听证会推翻原判决，且保证会登报公开道歉，一併赔偿她们的所有损失。感到伤害已经无法复原，傷透了心的凯伦與玛莎拒绝了她的道歉，與赔偿。
后来，凯伦向玛莎谈到未来，要找個地方重新开始，并邀玛莎一道，感到疲累的玛莎说明天再谈後睡去。凯伦离开房子去散步，假睡的玛莎则在看了好友背影最後一眼後，於房间内上吊自杀。在葬礼結束後，凯伦独自走开，沒有搭理當初誤解她們的眾人，而乔也只能远远的看着她。

## 演员
- 莎莉·麥克琳 饰演： 玛莎·多比（Martha Dobie）
- 奥黛丽·赫本 饰演： 凯伦·怀特（Karen Wright）
- 詹姆斯·加纳 饰演： 乔·卡丹（Dr. Joe Cardin）
- Miriam Hopkins 饰演： Lily Mortar
- Fay Bainter 饰演： 阿米莉亚·蒂尔福德（Amelia Tilford）
- Karen Balkin 饰演： 玛丽·蒂尔福德（Mary Tilford）
- Veronica Cartwright 饰演： 罗莎莉·韦尔斯（Rosalie Wells）
- Mimi Gibson 饰演： Evelyn
- William Mims 饰演： 伯顿先生（Mr. Burton ）
- Sally Brophy 饰演： 罗莎莉的母亲
- Hope Summers 饰演： Agatha

## 提名
电影获得五项奥斯卡奖提名
- 奥斯卡最佳女配角奖 (Fay Bainter)
- 奧斯卡最佳攝影獎 (Franz Planer)
- 奥斯卡最佳服装设计奖 (Dorothy Jeakins)
- 奥斯卡最佳艺术指导奖 (Fernando Carrere和Edward G. Boyle)
- 奥斯卡最佳音响效果奖 (Gordon E. Sawyer)

- 金球奖剧情类电影最佳女主角 (莎莉·麥克琳)
- 金球獎最佳電影女配角 (Fay Bainter)
- 金球獎最佳導演
- 美国导演工会奖最佳电影导演